# Carta del 5 de abril
La carta del 5 de abril es un documento publicado el 5 de abril de 1987 en La Nación e impulsado por el investigador Jacobo Schifter que exigía acabar con la discriminación a las personas de la diversidad sexual y el fin de las redadas policiales en Costa Rica. El documento fue firmado por 153 personalidades del ámbito público, académico y cultural del país.

## Antecedentes
A finales de la década de 1980, la represión contra la comunidad LGBT por parte del gobierno de Costa Rica aumentó, especialmente ante una ineficaz respuesta al aumento de contagios de sida, especialmente en la capital, San José. Las autoridades, a través de la policía costarricense, tomaron medidas radicales como el incremento de redadas nocturnas a locales de ocio donde se reunían homosexuales. Además, se estableció la exigencia de análisis de sangre con pruebas negativas de VIH a todo el funcionariado público.

## Contenido
El 5 de abril de 1987, en la página 37 del diario La Nación, fue publicado como un campo pagadoun documento titulado Carta abierta a los señores Ministros de Salud, de Seguridad y Gobernación, Sr. Edgar Mohs, Sr. Hernán Garrón y Lic. Rolando Ramírez. La carta fue promovida por el investigador y politólogo Jacobo Schifter.
La carta, como su título original aclara, estuvo dirigida a tres ministros del gobierno de Óscar Arias Sánchez: Edgar Mohs, ministro de Salud, Hernán Garrón, ministro de Seguridad, y Rolando Ramírez, ministro de Gobernación.
Entre las 153 personas profesionales y políticos que firmaron se encontraban docentes de la Universidad Nacional de Costa Rica (UNA), y académicos como Quince Duncan, Elizabeth Odio y Víctor Hugo Acuña.

## Consecuencias
La carta fue un hito en la historia de la comunidad LGBT+ y un punto de quiebre en la lucha por los derechos de este colectivo en Costa Rica. El objetivo fue cumplido, y se detuvieron tanto las redadas policiales como los exámenes de sangre obligatorios al funcionariado público.